# NPO Saturn
NPO Saturn, JSC (del ruso: НПО Сатурн) es un fabricante de turbinas, motores de aviación y sus subcomponentes ruso, conformado tras la fusión de los fabricantes Rybinsk motors JSC y Lyulka-Saturn JSC (antes Lyulka) en el año 2001. Esta compañía, fundada por Pavel Aleksandrovich Soloviev, tiene su sede principal en la ciudad de Rybinsk. Saturn posee un 50% de participación en la sociedad PowerJet, un joint venture conjunto con la firma francesa homóloga Snecma, y Saturn pertenece a United Engine Corporation.

## Productos

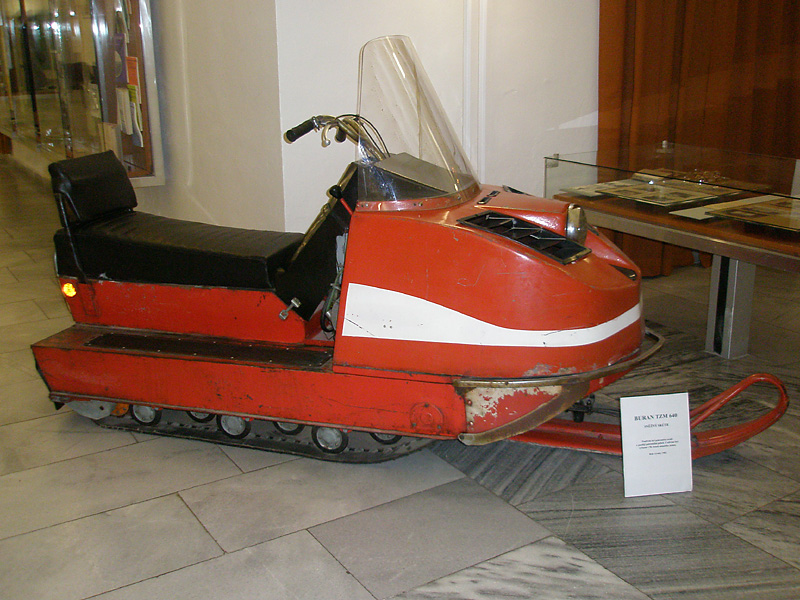
Motonieve "Buran"

Los motores aeronáuticos de la Saturn propulsan a muchos de los aviones de las fuerzas aéreas y aerolíneas del antiguo Bloque oriental, tales como los modelos de Túpolev (Tu-154).

### Turbinas
- AL-7
- AL-21
- AL-31
- AL-32

### Turbofanes
- AL-31[3][4]
- AL-41
- 36MT, desarrollo del propulsor de la familia Kh-59M de misiles tácticos.[5]
- PowerJet SaM146 (participación 50/50% junto a Snecma)
- AL-55